# Attaleinae
Attaleinae es una subtribu de plantas con flores perteneciente a la subfamilia Arecoideae dentro de la familia Arecaceae. Tiene los siguientes géneros.

## Géneros
Según GRIN
- Allagoptera Nees
- Arecastrum (Drude) Becc. = Syagrus Mart.
- Arikury Becc. = Syagrus Mart.
- Arikuryroba Barb. Rodr. = Syagrus Mart.
- Arikuyroba Barb. Rodr. = Syagrus Mart.
- Attalea Kunth
- Barbosa Becc. = Syagrus Mart.
- Beccariophoenix Jum. & H. Perrier
- Bornoa O. F. Cook, nom. inval. = Attalea Kunth
- Butia (Becc.) Becc.
- Calappa Steck = Cocos L.
- Chrysallidosperma H. E. Moore = Syagrus Mart.
- Coccus Mill. = Cocos L.
- Cocos L.
- Diplothemium Mart. = Allagoptera Nees
- Englerophoenix Kuntze = Attalea Kunth
- Ethnora O. F. Cook, = Attalea Kunth
- Glaziova Mart. ex Drude = Lytocaryum Toledo
- Jubaea Kunth
- Jubaeopsis Becc.
- Lithocarpos Ant. Targ. Tozz. = Attalea Kunth
- Lytocaryum Toledo
- Maximiliana Mart. =~ Attalea Kunth
- Micrococos Phil. = Jubaea Kunth
- Microcoelum Burret & Potztal = Lytocaryum Toledo
- Molinaea Bertero = Jubaea Kunth
- Orbignya Mart. ex Endl. =~ Attalea Kunth
- Parajubaea Burret
- Parascheelea Dugand = Attalea Kunth
- Pindarea Barb. Rodr. = Attalea Kunth
- Platenia H. Karst. = Syagrus Mart.
- Polyandrococos Barb. Rodr. ~ Allagoptera Nees
- Rhyticocos Becc. = Syagrus Mart.
- Sarinia O. F. Cook = Attalea Kunth
- Scheelea H. Karst. =~ Attalea Kunth
- Syagrus Mart.
- Voanioala J. Dransf.
- Ynesa O. F. Cook =~ Attalea Kunth

Según Wikispecies
- Attalea